# Gare de Saint-Ay
La gare de Saint-Ay est une halte ferroviaire française de la ligne de Paris-Austerlitz à Bordeaux-Saint-Jean, située sur le territoire de la commune de Saint-Ay, dans le département du Loiret, en région Centre-Val de Loire.
C'est aujourd'hui une halte ferroviaire de la Société nationale des chemins de fer français (SNCF), desservie par des trains TER Centre-Val de Loire qui effectuent des missions entre les gares de Blois - Chambord et d'Orléans.

## Situation ferroviaire
Établie à 103 mètres d'altitude, la gare de Saint-Ay est située au point kilométrique (PK) 134,969 de la ligne de Paris-Austerlitz à Bordeaux-Saint-Jean, entre les gares de Chaingy-Fourneaux-Plage et de Meung-sur-Loire.

## Service des voyageurs

### Accueil
Halte SNCF, c'est un point d'arrêt non géré (PANG) à entrée libre.

### Desserte
Saint-Ay est desservie par des trains TER Centre-Val de Loire qui effectuent des missions omnibus entre les gares de Blois - Chambord et d'Orléans, au nombre de 4,5 allers-retours en semaine, 2,5 le samedi et 0,5 le dimanche.

### Intermodalité
Un parc pour les vélos et un parking pour les véhicules sont aménagés.